# Давид Динанский
Давид Динанский (фр. David de Dinan, 1160—1217) — французский философ и теолог.

## Биография
Точное время рождения Давида Динанского, точно так же, как точное время, место и обстоятельства его смерти, остались неизвестными. В качестве места рождения называют как город Динан (фр. Dinan) в Бретани, так и город Динан (фр. Dinant) в Бельгии.
В 1210 году он был осужден Римско-католической церковью за произведение «Quaternuli» (Записная книжка), а в 1215 году официально проклят на церковном соборе и объявлен еретиком. Экземпляры произведения были изъяты и сожжены. Содержание «Quaternuli» известно благодаря свидетельствам современников и оппонентов Давида, в основном, Альберта Великого и Фомы Аквинского. Последние, возражая Давиду Динанскому, оправдывали Аристотеля, произведения которого «Физика» и «Метафизика» оказали значительное влияние на формирование, по сути, пантеистических воззрений Давида Динанского и были строго запрещены после сожжения книг Давида.

## Философские взгляды
Один из наиболее радикальных вариантов натуралистического пантеизма в эпоху Средневековья. Основа учения Давида Динанского состоит в том, что материя идентична Богу и мировому разуму («нус»). Эта «первоматерия» нераздельна, является общей субстанцией всех вещей. Следовательно, все вещи: материальные, рациональные и духовные — составляют одно целое. Давид категорически убежден в том, что «мир есть сам Бог». Формы, по мнению Давида Динанского, это проявление материи. Форма существует для чувства, материя раскрывается умом. Но средневековый материализм был невозможен вне одновременного утверждения наличия высшей духовной сущности — Бога, которого Давид и признает последней субстанцией как телесного, так и духовного. Отсюда главный вывод его натуралистического пантеизма — «Бог есть разум всех душ и материя всех тел».